# 利娅·海斯
利娅·海斯（英語：Leah Hayes，2005年10月21日—），生于伊利諾伊州蘇格爾格羅夫，美国女子游泳运动员，主攻混合泳，2022年世界游泳锦标赛女子200米个人混合泳铜牌得主。